# Аринянський Юрій Андрійович
Аринянський Юрій Андрійович (біл. Арынянскі Юрый Андрэевіч; 7 листопада 1906, Баку — 1989) — білоруський актор і режисер.
Навчався у Москві. У 1939 році переїхав у БРСР.
Після Другої світової війни працював у театрах Гродного, Бреста (1958–1965), Гомеля. Серед найкращих постановок: «Три сестри» А. Чехова, «Серце на долоні» І. Шам'якіна, «Виклик богам» А. Делендика.
У 1966 році поставив у Національному академічному драматичному театрі ім. М.Горького сатиричну комедію «Весілля на всю Європу!» за сценарієм А. Арканова та Г. Горіна.
Заслужений діяч мистецтв БРСР.